# 1er bataillon de volontaires de la Corrèze
Le 1er bataillon de volontaires de la Corrèze, était une unité militaire de l'armée française créée sous la Révolution française. Il fut également appelé plus simplement 1er bataillon de la Corrèze.

## Création et différentes dénominations
Le 1er bataillon de volontaires de la Corrèze est formé à 8 compagnies et 1 compagnie de grenadiers du 10 au 15 octobre 1791 à Tulle.
- Compagnie de grenadiers
- 1re compagnie d'Ussel
- 2e compagnie de Brive
- 3e compagnie de Brive
- 4e compagnie de Brive
- 5e compagnie de Tulle
- 6e compagnie de Brive
- 7e compagnie d'Uzerche
- 8e compagnie d'Uzerche

Le 1er bataillon de volontaires de la Corrèze est dissous le 24 juin 1794 lors de son amalgame pour former la 7e demi-brigade légère de première formation.

## Commandants
- 1791 - 1793 : Antoine Guillaume Delmas, 25 ans, originaire d'Argentat, lieutenant-colonel en chef
- 1791 - 1793 Joseph Guillaume Martin, 42 ans, originaire de Brive, lieutenant-colonel en second

## Historique des garnisons, combats et batailles

### 1791
Le bataillon est formé à Tulle, du 10 au 15 octobre 1791, avec 571 volontaires choisis parmi les 721 volontaires inscrits des divers districts d'Ussel (1re compagnie), de Brive (2e, 3e, 4e et 6e compagnies), de Tulle (5e compagnie) et d'Uzerche (7e et 8e compagnies).

Il est passé en revue le 23 octobre, à Tulle, par le maréchal de camp de Marcé alors qu'il ne est pas entièrement pourvu d'habillement et d'équipements.

Il quitte Tulle le 30 novembre, et passant par Limoges, Orléans, il arrive le 15 décembre dans le département de l'Oise où il prend ses quartiers d'hiver. L'état-major et 3 compagnies stationnent à Pont-Sainte-Maxence, 3 compagnies sont en poste à Senlis et 2 compagnies à Verberie.

### 1792
Le 19 février, sur ordre de Vietinghoff, le bataillon est désigné pour dissiper les attroupements qui s'opposent au transport des grains sur l'Oise. Il prend part à l'affaire de l'abbaye d'Ourscamps et rétablit l'ordre dans la région, puis regagne Pont-Sainte-Maxence.
Affecté à l'armée du Rhin, il part le 10 mars et arrive le 23 en garnison à Auxonne. Le 28 avril, il passe sous les ordres du général Luckner et se rend à Belfort. Sous les ordres du général Custine il pénètre en Suisse, fait partie des troupes qui prennent Porrentruy, puis s'installe au château de Porrentruy et dans les gorges avoisinantes.

Le 15 août il occupe Errangies, le 1er octobre il est à Cornol d’où il envoie 100 hommes renforcer le camp de Saint-Louis, avant de rentrer, en novembre, à Porrentruy. Le 6 novembre le 1er bataillon de la Corrèze rejoint le général Ferrier et s'établit au camp de Plobsheim. Le 1er décembre, le bataillon est à Bartenheim et, le 15, il est affecté à la 3e brigade de l'armée d'Huningue,

### 1793
En janvier, le bataillon qui cantonne à Schlestadt est envoyé, le 19 janvier à Strasbourg. Le 1er mars, affecté à la division de gauche, brigade Gilot du corps de Custine, il rejoint Guntersblum.
Le 19 mars le 1er bataillon de la Corrèze se distingue contre les Prussiens, à l'attaque des hauteurs de Stromberg puis le 27, au combat de Bingen, où un détachement se couvre de gloire en défendant le village de Waldalgesheim.
Le 24 avril, il se trouve à Steinfeld puis passé à l'avant-garde des troupes du général Landremont le 6 mai, il prend part brillamment à la bataille de Herxheim ainsi qu'au combat malheureux de Rixheim. Le 1er juin il est à Fischbach et il se distingue au combat de Frankweiler le 21 juin puis le lendemain lors de l'attaque de la Chapelle-Sainte-Anne.
Toujours à l'avant-garde, les 666 volontaires campent le 1er août à Serslaid et à Schaidt le 15.
Le 26 août le bataillon contribue à repousser l'ennemi dans le Bienwald, perdant plus de 40 hommes lors des combats. Le 1er septembre, le bataillon est rattaché à la division Diettmann et campe à Wissembourg. Du 18 au 20 septembre, le bataillon prend part aux combats sur la Lauter, campe à Niederotterbach le 22 septembre et se trouve à la bataille de Wissembourg le 13 octobre. Le 17 octobre le 1er bataillon de la Corrèze est chargé de la garde du quartier général puis il est signalé dans l'île de la Cense le 30. Le 17 décembre, passé sous les ordres du général Desaix il se trouve dans le bois de Philoffen et le 26 décembre il est à la 2e bataille de Wissembourg.

### 1794
Affecté à la 1re division de l'armée du Rhin, les 489 volontaires du 1er bataillon de la Corrèze cantonnent successivement à Röschwoog le 7 janvier, à Stattmatten le 11 janvier, à Reichstett le 20 janvier, et reçoivent, les 23 et 24 janvier près de 310 réquisitionnaires de Mirecourt.

En février, le bataillon occupe Walsheim, le 18 avril il est envoyé en poste avancé à Neuhofen ou il se défend énergiquement, le 23 mai, contre les Autrichiens.
Le 11 juin, alors en poste à Oberhöchstadt, il reçoit le renfort de plus de 200 réquisitionnaires de la Charente et est amalgamé, le 24 juin, à Niederhöchstadt avec :
- le 7e bataillon de chasseurs (ci-devant d'Auvergne) et
- le 2e bataillon de volontaires de la Dordogne

pour former la 7e demi-brigade légère de première formation.

## Biographie de personnes ayant servi au1erbataillonde volontaires de la Corrèze

### Antoine Guillaume Delmas
Fils cadet du seigneur de Chastenier, d'Eyssiard et autres lieux qui était également un ancien capitaine d'infanterie et chevalier de Saint-Louis, Antoine Guillaume Delmas naît le 3 janvier 1766 à Argentat sur les bords de la Dordogne. Il commence sa carrière militaire en 1767, dans le régiment de Touraine, il a alors 11 ans et devient en 1781 sous-lieutenant à l'âge de 15 ans. Promu lieutenant, il est destitué en 1788. Il rentre alors dans la gendarmerie départementale et devient lieutenant en 1791. Engagé volontaire au 1er bataillon de volontaires de la Corrèze il est élu lieutenant-colonel en chef le 14 septembre 1791. Le 30 juin 1793, il est nommé général de brigade puis général de division le 19 septembre de la même année. Il se distingue durant les guerres de la Révolution et napoléoniennes. Mortellement blessé à la bataille de Leipzig il décède le 30 octobre 1813.

### Joseph Guillaume Martin
Joseph Guillaume Martin nait à Brive le 19 août 1746. En 1768, il entre en tant que soldat au régiment de Béarn et le quitte en 1776. Engagé volontaire au 1er bataillon de volontaires de la Corrèze il est élu lieutenant-colonel en second le 10 octobre 1791 et est nommé adjudant général le 9 novembre 1793.